# Џим Торп (Пенсилванија)
Џим Торп (енгл. Jim Thorpe) град је у америчкој савезној држави Пенсилванија.

## Демографија
По попису из 2010. године број становника је 4.781, што је 23 (-0,5%) становника мање него 2000. године.
| Група             | 2000.         | 2010.         |
| Белци             | 4.697 (97,8%) | 4.559 (95,4%) |
| Афроамериканци    | 30 (0,6%)     | 19 (0,4%)     |
| Азијати           | 13 (0,3%)     | 29 (0,6%)     |
| Хиспаноамериканци | 40 (0,8%)     | 119 (2,5%)    |
| Укупно            | 4.804         | 4.781         |